# Stadtwerke Rendsburg
Die Stadtwerke Rendsburg GmbH ist Partner der Stadtwerke SH GmbH & Co. KG und ein kommunales Versorgungsunternehmen der Stadt Rendsburg mit Sitz am Rendsburger Obereiderhafen. 

## Tätigkeitsbereich
Die Stadtwerke Rendsburg GmbH versorgt die Stadt und Umlandgemeinden mit Strom, Gas, Wasser, Fernwärme, innovativen Energie- und Wärmelösungen, E-Mobilität und ist im Breitbandausbau und für die Stadt Rendsburg in der Wärmeplanung tätig. Die Stadtwerke Rendsburg GmbH betreibt darüber hinaus ein eigenes Wasserkraftwerk sowie zwei Speicherpumpwerke. Neben Rendsburg und Büdelsdorf versorgt man so auch zahlreiche weitere umliegende Gemeinden mit Trinkwasser. Die Stadtwerke Rendsburg GmbH spielt eine wichtige Rolle im wirtschaftlichen und gesellschaftlichen Leben der Stadt Rendsburg durch zahlreiches Engagement sowie als einer der großen Arbeitgeber und Ausbildungsbetriebe.

## Aquacity Hallen- und Freibad Rendsburg
Die Stadtwerke Rendsburg GmbH betreibt das Aquacity bestehend aus Hallen- und Freibad mit Saunalandschaft.

## Wohnmobilstellplatz Rendsburg
Die Stadtwerke Rendsburg GmbH betreibt den Wohnmobilhafen Am Rendsburger Stadtsee.

## Abwasserbeseitigung Rendsburg
Im Zuge der Umwandlung des bisherigen Eigenbetriebes der Stadtwerke Rendsburg in die Gesellschaftsform GmbH wurde die Abwasserbeseitigung Rendsburg, die bislang Teil des gemeinsamen städtischen Eigenbetriebes war, mit Wirkung zum 1. Januar 2000 als Eigenbetrieb der Stadt Rendsburg beibehalten. Die Betriebsführung der Abwasserbeseitigung Rendsburg, insbesondere für die Bereiche Personalwesen und kaufmännische Betriebsführung, wurde während dessen durch Abschluss einer Vereinbarung mit der Stadt Rendsburg auf die Stadtwerke Rendsburg GmbH übertragen. Der Werkleiter entspricht dem Geschäftsführer der Stadtwerke.

## Produkte und Dienstleistungen
Die Stadtwerke Rendsburg GmbH bietet in weiten Teilen Schleswig-Holsteins Strom und Gas für Privat- und Geschäftskunden sowie die Wohnungswirtschaft an. Darüber hinaus sind Angebote im Bereich Freizeiteinrichtungen, Wärmeversorgung und innovative Serviceprodukte für die Stadt und die Umlandgemeinden vorhanden.